# Irak-el-Arab
L'Irak-el-Arab (en arabe عراق العرب ʿirāq al-ʿarab « Irak des Arabes ») désigne en arabe médiéval la Basse-Mésopotamie, frontalière de l'Irak-el-Adjam ou « Irak des Perses »).

## Géographie
L'Irak-el-Arab est situé entre la Syrie (Bilad-el-Cham) à l'ouest et au nord, l'Irak-el-Adjam (Perse) à l'est, le golfe Persique au sud-est et l'Arabie au sud-ouest. 
L'Euphrate la traverse du nord-ouest au sud-est et le Tigre l'y rejoint pour former le Chatt-el-Arab. 
Correspondant sous l'Antiquité à la Babylonie, au XIXe siècle, francisée en Irak-Arabi, elle formait les eyalets de Bagdad et de Bassora.